# D'Estrées
D'Estrées är en fransk adelsätt, känd sedan 1400-talet.
Bland släktens medlemmar märks:
- François d'Estrées (1573-1670)
- Gabrielle d'Estrées (1573-1599)
- Jean d'Estrées (1624-1707)
- Victor d'Estrées (1660-1737)
- Louis Charles d'Estrées (1697-1771)